# Cañada de los Burros
La cañada de los Burros es un curso de agua uruguayo, ubicado en el departamento de Cerro Largo, nace en la Cuchilla Grande, tiene un recorrido tortuoso hacia el este y desemboca en el río Yaguarón.